# Riccanza
Riccanza (estilizado como #Riccanza) é um docu-reality italiano, transmitido pela MTV Itália. A primeira temporada estreou em 29 de novembro de 2016, e chegou ao fim em 10 de janeiro de 2017. O show foi renovado para uma segunda temporada.
O show segue a vida diária de sete jovens de famílias abastadas da sociedade; os moradores, para a maior parte do tempo em Milão, mostram como enfrentar os seus dias entre estudo, trabalho e tempo livre.

## Elenco
O elenco é composto por:
- Elettra Miura Lamborghini
- Tommaso Zorzi
- Cristel Isabel Marcon
- Farid Shirvani
- Nicolò Federico Ferrari
- Anna Fongaro
- Gian Maria Sainato

## Temporadas
| Temporada | Temporada | Exibição original      | Exibição original     |
| Temporada | Temporada | Estreia da temporada   | Final da temporada    |
| --------- | --------- | ---------------------- | --------------------- |
|           | 1         | 29 de novembro de 2016 | 10 de janeiro de 2017 |
|           | 2         | 28 de novembro de 2017 | 9 de janeiro de 2018  |

## Exibição
| País    | Canal       | Estreia                | Título    | Referência  |
| ------- | ----------- | ---------------------- | --------- | ----------- |
| Itália  | MTV Itália  | 29 de novembro de 2016 | #Riccanza | [ 2 ]       |
| Espanha | MTV Espanha | 17 de abril de 2017    | #Riccanza | [ 4 ] [ 5 ] |

## Versões internacionais
| País   | Título        | Canal | Estréia                   | Ref.  |
| ------ | ------------- | ----- | ------------------------- | ----- |
| França | Richissitudes | MTV   | 20 de fevereiro de 2018 – | [ 6 ] |